# Liste der Monuments historiques in Saint-Benoist-sur-Vanne
Die Liste der Monuments historiques in Saint-Benoist-sur-Vanne führt die Monuments historiques in der französischen Gemeinde Saint-Benoist-sur-Vanne auf.

## Liste der Immobilien
| Bezeichnung                        | Beschreibung | Standort                                       | Kennzeichnung | Schutzstatus | Datum | Bild           |
| ---------------------------------- | --- | ---------------------------------------------- | ------------- | ------------ | ----- | -------------- |
| Kapelle St-Gengould                | ab dem 12. Jahrhundert | Courmononcle, rue de la Chapelle (Lage)        | PA00078215    | Inscrit      | 1983  | weitere Bilder |
| Château de Saint-Benoist-sur-Vanne | aus dem 16. und 17. Jahrhundert; einschließlich der Wirtschaftsgebäude, des Torhauses, des Taubenturms, der Wassergräben und der Schleusen | Saint-Benoist-sur-Vanne, rue du Château (Lage) | PA00078216    | Inscrit      | 1984  | weitere Bilder |

## Liste der Objekte
| Bezeichnung                     | Beschreibung                                           | Standort                                                | Kennzeichnung | Schutzstatus | Datum | Bild |
| ------------------------------- | ------------------------------------------------------ | ------------------------------------------------------- | ------------- | ------------ | ----- | ---- |
| Zwei Engelsskulpturen (1)       | Holz, 18. Jahrhundert; 1967 gestohlen                  | Saint-Benoist-sur-Vanne, in der Kirche St-Benoît (Lage) | PM10001910    | Classé       | 1913  |      |
| Hauptaltar                      | Marmor, 18. Jahrhundert                                | Saint-Benoist-sur-Vanne, in der Kirche St-Benoît (Lage) | PM10001915    | Classé       | 1980  |      |
| Kruzifix                        | Holz, 16. Jahrhundert, modern farbig gefasst           | Saint-Benoist-sur-Vanne, in der Kirche St-Benoît (Lage) | PM10003992    | Inscrit      | 1980  |      |
| Skulptur Segnender Christus     | Holz, farbig gefasst und vergoldet, 17. Jahrhundert    | Courmononcle, in der Kapelle St-Gengould (Lage)         | PM10003995    | Inscrit      | 1983  |      |
| Sessel                          | Holz, Wollstoff, zweite Hälfte des 19. Jahrhunderts    | Saint-Benoist-sur-Vanne, in der Kirche St-Benoît (Lage) | PM10001916    | Classé       | 1980  |      |
| Skulptur Madonna mit Kind       | Holz, farbig gefasst, 15. Jahrhundert                  | Courmononcle, in der Kapelle St-Gengould (Lage)         | PM10001911    | Classé       | 1913  |      |
| Glocke                          | Bronze, 1562 gegossen                                  | Courmononcle, in der Kapelle St-Gengould (Lage)         | PM10001913    | Classé       | 1913  |      |
| Zwei Hocker                     | Holz, 17. Jahrhundert; Verbleib unbekannt              | Saint-Benoist-sur-Vanne, in der Kirche St-Benoît (Lage) | PM10003993    | Inscrit      | 1980  |      |
| Zwei Engelsskulpturen (2)       | Holz, farbig gefasst, 15. Jahrhundert                  | Courmononcle, in der Kapelle St-Gengould (Lage)         | PM10003994    | Inscrit      | 1985  |      |
| Adlerpult (1)                   | Holz, farbig gefasst, 18. Jahrhundert                  | Saint-Benoist-sur-Vanne, in der Kirche St-Benoît (Lage) | PM10001909    | Classé       | 1913  |      |
| Reiterskulptur Heiliger Gangolf | Kalkstein, farbig gefasst, Anfang des 16. Jahrhunderts | Courmononcle, in der Kapelle St-Gengould (Lage)         | PM10001912    | Classé       | 1913  |      |
| Adlerpult (2)                   | Holz, farbig gefasst, 18. Jahrhundert                  | Courmononcle, in der Kapelle St-Gengould (Lage)         | PM10001914    | Classé       | 1913  |      |